# Tanaecia sebonga
Tanaecia sebonga är en fjärilsart som beskrevs av Talbot och Corbet 1943. Tanaecia sebonga ingår i släktet Tanaecia och familjen praktfjärilar. Inga underarter finns listade i Catalogue of Life.